# Stazione di Komeno
La stazione di Komeno (米野駅?, Komeno-eki) è una stazione che si trova nel quartiere di Nakamura-ku a Nagoya, in Giappone. Presso di essa passa la linea Kintetsu Nagoya, e fermano solamente i treni locali, con una frequenza media di 3 treni all'ora, che diventano 4 o 5 durante l'ora di punta.

## Linee
Ferrovie Kintetsu
■ Linea Kintetsu Nagoya

## Struttura
La stazione si trova in superficie, e dispone di un marciapiede a isola e uno laterale con tre binari passanti, di cui uno adibito al transito dei treni diretti o provenienti dal deposito.
| 1 | ■ Linea Kintetsu Nagoya | per Kanie, Kuwana, Yokkaichi, Tsu e Ise-Nakagawa      |
| 2 | ■ Linea Kintetsu Nagoya | per Kintetsu-Nagoya                                   |
| 3 | ■ Linea Kintetsu Nagoya | per i treni diretti al deposito e operazioni tecniche |

## Stazioni adiacenti
| «                     | Servizio              | »                     |
| Linea Kintetsu Nagoya | Linea Kintetsu Nagoya | Linea Kintetsu Nagoya |
| --------------------- | --------------------- | --------------------- |
| Kintetsu-Nagoya       | Locale                | Kogane                |
| Transito              | Semiespresso          | Transito              |
| Transito              | Espresso              | Transito              |